# خرودیم
خْرودیم (به چکی: Chrudim) شهری در منطقه پاردوبیتسه کشور جمهوری چک است که جمعیت آن در سال ۲۰۰۷ میلادی ۲۳٫۳۶۲ نفر بوده‌است.